# 陳謹
陳謹（1525年—1566年），字德言，號環江，福建閩縣人。明朝状元。

## 生平
嘉靖三十一年（1552年）壬子科福建鄉試第五十二名舉人。嘉靖三十二年（1553年）聯捷癸丑科會試第二十四名，殿試高中一甲第一名進士（狀元）。授翰林院修撰。三十五年四月充册封副使，陳謹临遣与给事中徐应、郭立彦俱后至，为御史弹劾，逮至镇抚司讯问，降职为惠州府推官。升南京太仆寺寺丞，三十六年十月升尚宝司司丞，三十九年六月升南京国子监司业，四十三年闰二月升右春坊右中允兼翰林院编修、管理诰敕，因丁憂歸里，因得罪當地海防兵卒，被圍毆重傷，病郁數月而死，年仅四十有二。

## 家族
曾祖陳志；祖父陳㻠，壽官；父陳伯亮，母卓氏；前母林氏。弟陳記、陳誥（生员）、陳大經（生员）、陳詢、陳諮、陳諟、陳諤、陳詩、陳誨。